# جاكوب مولينغا

## وصلات خارجية
- جاكوب مولينغا على موقع اتحاد تركيا (لاعب) (الإنجليزية)
- جاكوب مولينغا على موقع رابطة كرة القدم الفرنسية للمحترفين (الإنجليزية)
- جاكوب مولينغا على موقع قاعدة بيانات كرة القدم.إي يو (الإنجليزية)
- جاكوب مولينغا على موقع ناشيونال فوتبول تيمز (الإنجليزية)
- جاكوب مولينغا على موقع Soccerway.com (الإنجليزية)
- جاكوب مولينغا على موقع عالم كرة القدم.نت (الإنجليزية)
- جاكوب مولينغا على موقع كووورة

1. ↑  Base de Datos del Fútbol Argentino | JACOB MULENGA (بالإسبانية), QID:Q19368470